# Vlag van Hoogwoud

vlag van de gemeente Hoogwoud(1949-1979)

De vlag van Hoogwoud is op 25 oktober 1949 vastgesteld als de gemeentelijke vlag van de Noord-Hollandse gemeente Hoogwoud. De vlag kan als volgt worden beschreven:
Drie banen van blauw en geel, waarvan de hoogten zich verhouden als 1:2:1, met op het midden van het geel het gemeentewapenschild.
De vlag is afgeleid van het gemeentewapen.
Het gemeentelijk dundoek bleef tot 1 januari 1979 in gebruik, op die dag is de gemeente opgegaan in de gemeente Opmeer.

## Verwante afbeelding

Wapen van Hoogwoud

Akersloot
· Andijk
· Anna Paulowna 
· Assendelft 
· Beemster 
· Bennebroek 
· Blokker 
· Broek in Waterland 
· Bussum 
· Callantsoog 
· Edam 
· Egmond 
· Egmond aan Zee 
· Egmond-Binnen 
· Graft-De Rijp 
· 's-Graveland 
· Haarlemmerliede en Spaarnwoude 
· Harenkarspel 
· Heerhugowaard 
· Hensbroek 
· Hoogwoud 
· Ilpendam 
· Jisp 
· Krommenie 
· Langedijk 
· Limmen 
· Marken 
· Midwoud 
· Monnickendam 
· Muiden 
· Naarden 
· Nederhorst den Berg 
· Nibbixwoud 
· Niedorp 
· Noorder-Koggenland 
· Obdam 
· Opperdoes 
· Schermer 
· Schermerhorn 
· Schoorl 
· Sint Maarten 
· Terschelling 
· Terschelling en Vlieland 
· Twisk 
· Venhuizen 
· Vlieland 
· Warmenhuizen
· Weesp
· Wervershoof 
· Wester-Koggenland 
· Westwoud 
· Westzaan 
· Wieringen 
· Wieringermeer 
· Wijdewormer 
· Wognum 
· Wormer 
· Wormerveer 
· Zaandam 
· Zaandijk 
· Zeevang 
· Zijpe